# 9K33 Osa
9K33 OSA (tiếng Nga: Оса ong bắp cày) là một hệ thống tên lửa đất đối không chiến thuật tầm thấp và ngắn có độ cơ động rất cao. Tên định danh GRAU của nó là "9K33". Tên hiệu NATO là SA-8 Gecko.

## Miêu tả

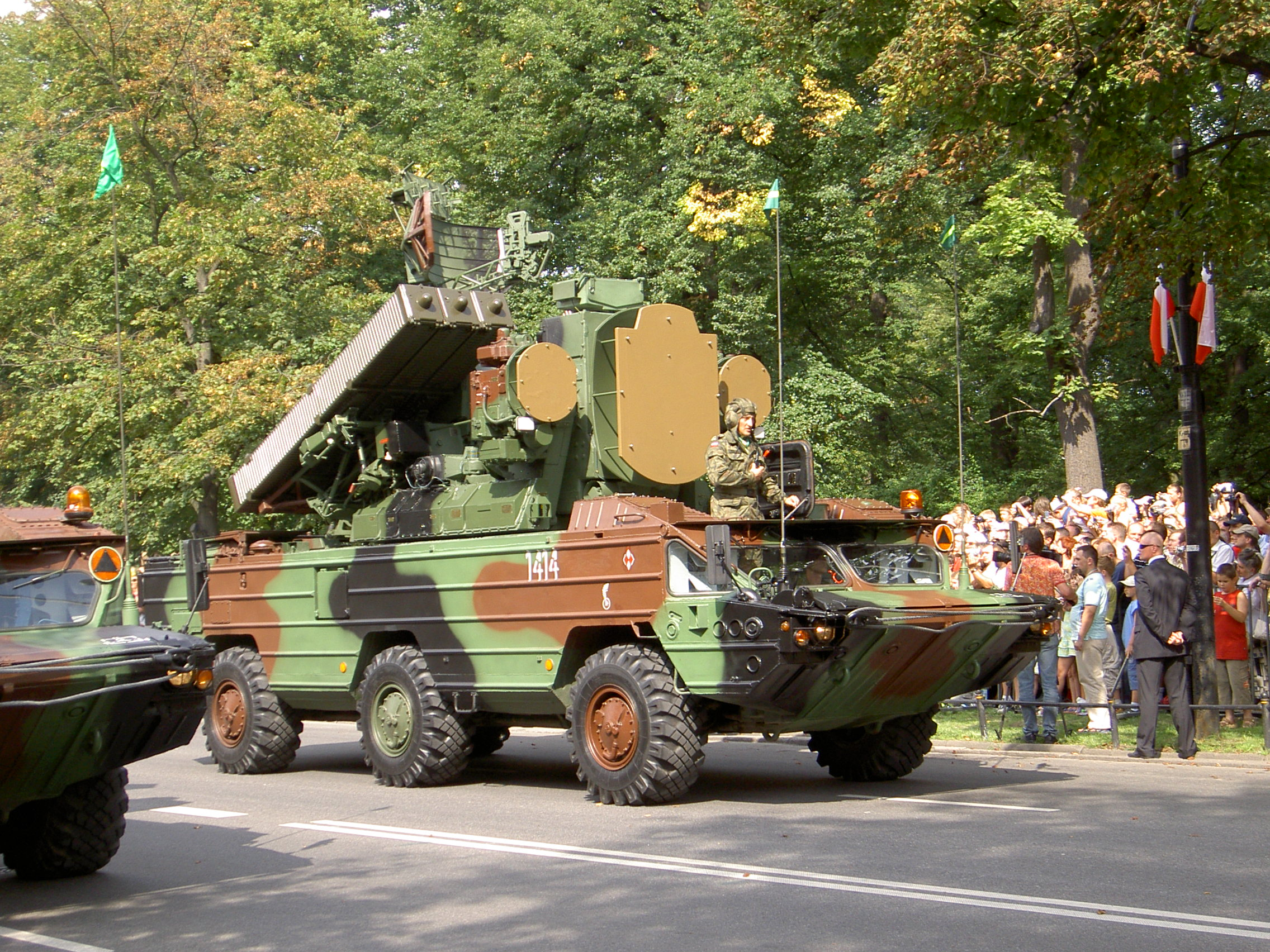
OSA-AKM của Ba Lan.

SA-8 là hệ thống tên lửa phòng không di động đầu tiên tích hợp cả radar chiến đấu của nó trên cùng một phương tiện.
Tất cả các phiên bản 9K33 đều có đặc tính tất cả trong một 9A33 TELAR trên một phương tiện có thể thăm dò, theo dõi và chiến đấu độc lập hay với sự hỗ trợ của các trung đoàn radar trinh sát. Các xe chuyên chở 6 bánh có khả năng lội nước và vận chuyển bằng đường không. Tầm hoạt động trên đường khoảng 500 km.
Hệ thống radar trên SA-8 TELAR được NATO đặt tên hiệu là Land Roll, nó có xuất xứ tà hệ thống radar biển `Pop Group' nhưng nhỏ hơn bởi không cần hệ thống ổn định phức tạp. Một hệ thống cải tiến được gọi là SA-8B `Gecko' Mod 1, lần đầu được quan sát thấy ở Đức năm 1980. Nó có những cải tiến ở cấu hình phóng, mang theo sáu tên lửa trong các thùng chứa. Hệ thống này được cho là thuộc kiểu xung đơn tần số nhanh. Nó gồm một ăng ten trinh sát quay hình elips được đặt trên nóc xe, hoạt động ở băng H (6 tới 8 GHz) và có tầm trinh sát 30 km với hầu hết các mục tiêu. Ăng ten chiến đấu băng J xung lớn (14.5 GHz) được đặt bên dưới ở tâm xe và có tầm thám sát tối đa khoảng 20 km.
Hai bên radar thám sát là một đĩa ăng ten băng J nhỏ để thám sát tên lửa. Bên dưới nó là một ăng ten tròn phóng ra chùm tia thu nhận ở băng I để thu nhận tình trạng tên lửa ngay sau khi phóng. Các ăng ten cuối cùng là hai chiếc hình chữ nhật nhỏ màu trắng, mỗi cái ở một bên xe. Chúng được dùng để điều khiển tên lửa. Hệ thống ăng ten đôi này cho phép radar 'Land Roll' điều khiển đồng thời hai tên lửa chiến đấu với một mục tiêu duy nhất. Hơn nữa hai tên lửa có thể được dẫn đường trên những tần số khác nhau ở mức độ ECM phức tạp hơn. Cũng có một thiết bị hình ống được lắp đặt bên trên radar thám sát, đây được cho là một máy dò quang học EO/LLLTV. Nó sẽ được sử dụng để dò theo mục tiêu khi radar thám chính bị quá tải ECM.
Một khẩu đội 9K33 gồm bốn phương tiện 9A33B TELAR và hai phương tiện chuyên chở 9T217 để tái nạp tên lửa. Khoảng thời gian tái bố trí tên lửa trên mỗi TELAR mất khoảng 5 phút.
Ngoài các TELAR, mỗi trung đoàn cũng được trang bị một phương tiện chuẩn trực (collimation) với cùng kiểu xe chở như TELAR (BAZ-5937). Xe này hỗ trợ các hệ thống điều chỉnh radar của TELAR, đảm bảo độ chính xác trong thám sát và chiến đấu với mục tiêu.

## Biến thể

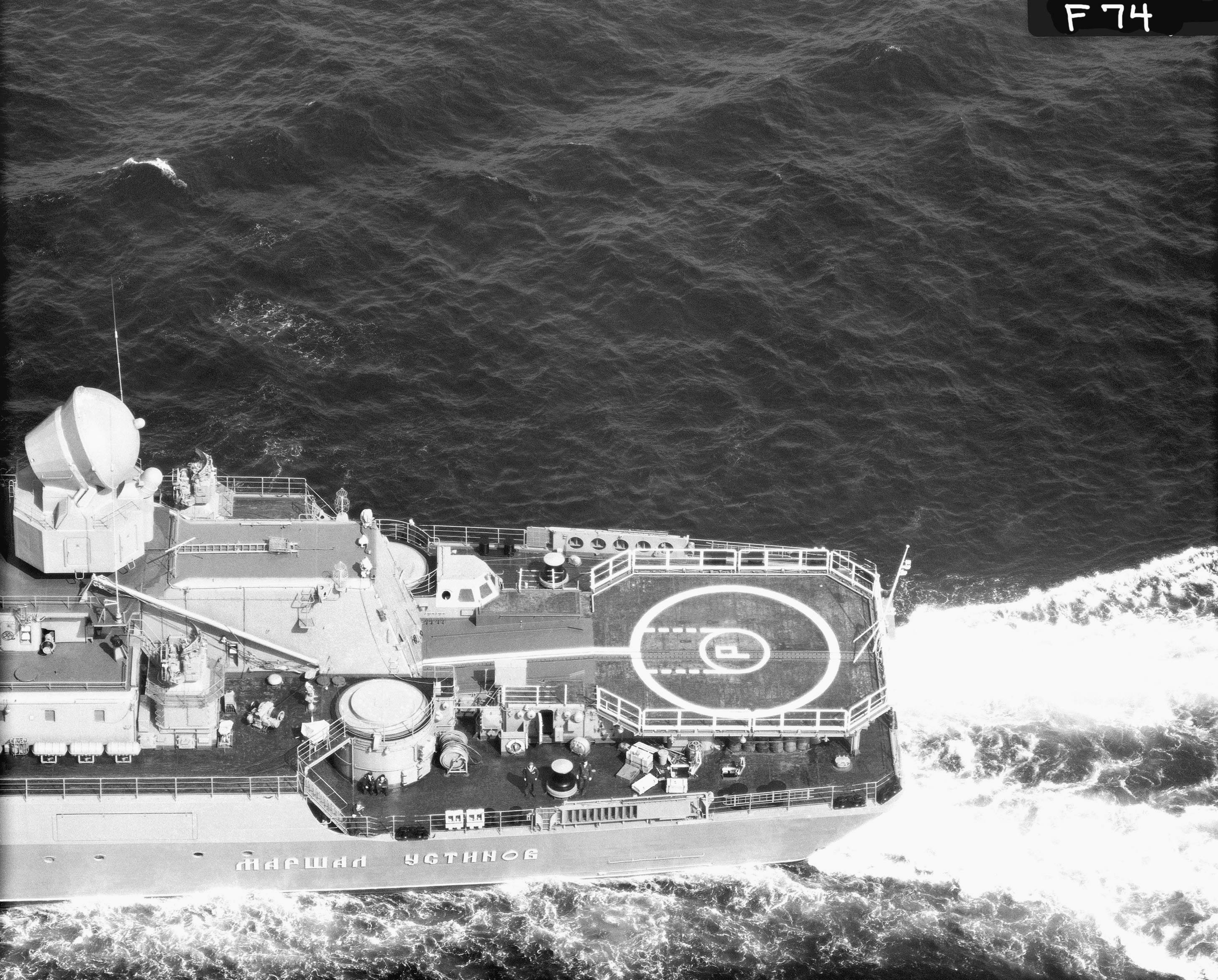
Bệ phóng SA-N-4 được phủ bằng một đĩa tròn trên tàu tuần tiễu lớp Slava Đô đốc Ustinov.

- 9K33 "OSA" (Tên định danh US DoD SA-8A "Gecko") bắt đầu được phát triển năm 1960 và được giới thiệu năm 1971-1972 với bốn tên lửa 9M33 trên mỗi TELAR và tầm hoạt động tối đa 12 km (7 dặm).
- 9K33M "OSA-M" (Tên hiệu NATO SA-N-4 "Gecko") được giới thiệu năm 1972 và là phiên bản hải quân với hai tên lửa 9M33M trên một bệ phóng quay có thể thu vào Zif-122 với tính năng cải tiến. Nó đã được lắp đặt trên các Tàu tuần tiễu mang tên lửa có điều khiển lớp Kara, tàu sân bay VTOL lớp Kiev và trên các lớp tàu Kirov, Slava và Krivak.
- 9K33M2 "OSA-AK" (Tên định danh Bộ quốc phòng Mỹ SA-8B "Gecko Mod-0") được giới thiệu năm 1975 với hộp phóng sáu tên lửa mới, mỗi tên lửa nằm ở một khoang chứa riêng biệt.
- 9K33M3 "OSA-AKM" (Tên định danh Bộ quốc phòng Mỹ SA-8B "Gecko Mod-1") được giới thiệu năm 1980 với tầm hoạt động tối đa được tăng lên thành 15 km (9 dặm) và độ cao tối đa tới 12 km (40.000 ft) như đã được giải thích ở trên. Đa số các hệ thống OSA-AKM có một ăng ten IFF.
- Saman và Saman-M (tiếng Nga Саман – gạch sống) là một sự phát triển của hệ thống OSA\OSA-M vào các mục tiêu máy bay không người lái, được sử dụng để thử nghiệm và huấn luyện với các hệ thống phòng không, gồm cả SAM.

9K33M3 cũng có khả năng sử dụng các tên lửa 9A33BM3 dẫn đường bằng dây, được cho là để sử dụng trong một môi trường ECM mạnh khi các biện pháp dẫn đường radio không thể hoạt động chính xác.

## Tên lửa
Tầm chiến đấu của các phiên bản đầu tiên xấp xỉ 2–9 km (1.3-5.6 dặm) và cao độ chiến đấu trong khoảng 50–5000 m (164-16.400 ft). Tên lửa 9M33M2 "OSA-A" đã tăng khoảng cách chiến đấu lên 1500-10000m (1-6.2 dặm) và cao độ chiến đấu lên 25–5000 m (82-16.400 ft). Tên lửa 9M33M3 đã tăng đáng kể cao độ chiến đấu lên 10–12000 m (33-42.500 ft), và như vậy cũng giúp tên lửa bay xa hơn (khoảng 15 km/9 dặm) nhưng hệ thống không thể chiến đấu với các mục tiêu ở tầm xa hơn, vì các yếu tố như thám sát radar với tên lửa. Hệ thống được thiết kể chủ yếu để chống lại máy bay phản lực và trực thăng trong bất kỳ điều kiện thời tiết nào.
Tên lửa 9K33 dài 3.158 m (10.3 ft), trọng lượng 126 kg (278 lb) và sử dụng dẫn đường điều khiển. Còn có một hệ thống thám sát quang ánh sáng thấp dự trữ hoạt động trong các môi trường ECM mạnh. Các tên lửa 9K33M3 phiên bản cuối cùng có tổng trọng lượng lên tới 170 kg (375 lb) nhằm có tầm hoạt động và khả năng mang đầu đạn lớn hơn. Lực đẩy được tạo bởi động cơ tên lửa nhiên liệu rắn phụt kép. Cả hai phiên bản đều có đặc điểm ở tốc độ tên lửa trong khoảng Mach 2.4 (tối đa khoảng Mach 3) với tốc độ chiến đấu tối đa khoảng Mach 1.4 cho phiên bản đầu tiên và Mach 1.6 với các phiên bản tên lửa M2\M3. Đầu đạn của phiên bản đầu tiên và M2 có trọng lượng 19 kg (42 pounds), tăng lên tới 40 kg (88 lb) ở phiên bản M3 để cải thiện khả năng chống trực thăng. Tất cả các phiên bản đều có cơ cấu kích hoạt va chạm và tiếp cận.
Đã có những báo cáo chưa được xác định về các phiên bản có thể có khác của loại tên lửa này với cả các thiết bị dò tìm hồng ngoại và radar bán chủ động.
Mỗi TELAR có khả năng phóng và dẫn đường cho hai tên lửa chống một mục tiêu đồng thời. Khả năng tiêu diệt được cho là trong khoảng 0.35-0.85 với OSA và 0.55-0.85 với OSA-AK và OSA-AKM (nói chung tùy thuộc vào tính chất mục tiêu, tốc độ, khả năng thao diễn và diện tích phản hồi radar). Thời gian đáp ứng (từ khi phát hiện tới khi phóng) khoảng 26 giây. Thời gian chuẩn bị chiến đấu từ khi đang di chuyển khoảng 4 phút và thời gian tái nạp tên lửa khoảng 5 phút. Mỗi đơn vị bốn TELAR thường có hai xe chở mang theo 18 tên lửa đi kèm thành các bộ ba, với cần cẩu lắp phía trên xe chở hỗ trợ việc tái nạp.
Khi được phóng động cơ sẽ cháy trong hai giây, khoảng thời gian này giúp radar thu thập thông tin và điều khiển tên lửa ở những khoảng cách rất ngắn (khoảng 1.6 km). Động cơ duy trì cháy trong 15 giây, đưa tên lửa đạt tốc độ tối đa khoảng Mach 2. Một khi đã phóng tên lửa được điều khiển trong toàn bộ quá trình bay, và đầu đạn được kích nổ khi tiếp cận hoặc theo lệnh điều khiển. Đầu đạn được cho có khả năng tiêu diệt trong bán kính 5 m ở độ cao thấp chống lại một mục tiêu cỡ chiếc F-4 Phantom. 

## Radars

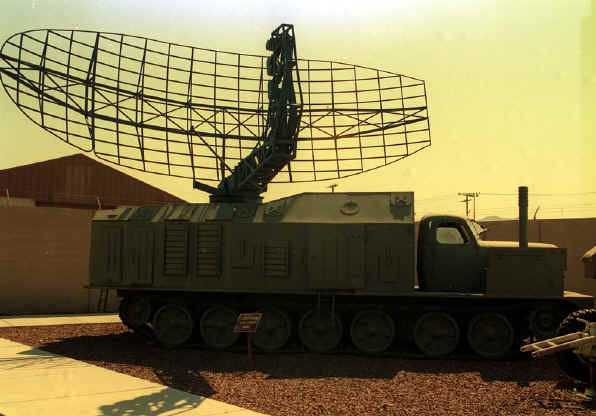
Bộ radar P-40 'Long Track'

- Radar thăm dò mục tiêu băng C "Land Roll", radar thám sát quét hình nón băng H và hai radar xung băng J (tầm hoạt động 35 km/22 dặm khi thăm dò, 30 km/19 dặm khi thám sát và 25 km/16 dặm khi dẫn đường)
- Radar cảnh báo sớm băng E P-40 "Long Track" (cũng được dùng trên SA-4 và SA-6, tầm hoạt động 175 km/108 dặm)
- Radar thăm dò mục tiêu 380 kW băng C P-15 "Flat Face" hay P-15M(2) "Squat Eye" (cũng được dùng trên SA-3 và SA-6, tầm hoạt động 250 km/155 dặm)
- Radar tìm kiếm tầm cao băng E "Thin Skin-B" (cũng được dùng trên SA-4 và SA-6, tầm hoạt động 240 km/148 dặm)

"Land Roll" được lắp trên TELAR, "Long Track" trên một phương tiện bánh xích (một phiên bản sửa đổi của AT-T), "Flat Face" trên một xe van "Thin Skin" được lắp trên một xe tải.
"Land Roll" có tầm quét 360 độ khi thăm dò mục tiêu nhưng có góc thám sát và chiến đấu nhỏ hơn.

## Triển khai và lịch sử
Ngoài Liên Xô/Nga, có nhiều khách hàng xuất khẩu cho hệ thống tên lửa này gồm Hy Lạp (từ Đông Đức cũ), Ba Lan, Syria, Ecuador và Iraq, nước này đã sử dụng các hệ thống Osa trong cuộc Chiến tranh Vùng Vịnh năm 1991. Hệ thống cũng được sử dụng trong Chiến tranh Nam Ossetia năm 2008.
Một chiếc F-4E của Israel đã bị Osa của Syria bắn hạ vào tháng 7/1982.
Tên lửa Osa do lính Cuba điều khiển đã bắn hạ 01 chiếc AM-3CM của Nam Phi (máy bay trinh sát hạng nhẹ do Ý sản xuất) vào tháng 9/1987.
Tháng 7-8/2014, quân ly khai Donbass đã sử dụng Osa chiến lợi phẩm bắn rơi chiếc một máy bay cường kích Su-25 và 01 máy bay vận tải An-26 của Không quân Ukraine.

### Bên sử dụng
- Algérie - 24
- Armenia
- Azerbaijan
- Belarus - 350 SA-8, SA-11, SA-12 and SA-13 [3]
- Bulgaria - 24 đơn vị phóng tên lửa
- Cuba
- Ecuador
- Gruzia
- Hy Lạp - 39
- Ấn Độ
- Iran - 500
- Jordan
- Kuwait - Bị các lực lượng Iraq chiếm trong Chiến tranh Vùng Vịnh
- Libya - 20
- Ba Lan - 64
- România - một trung đoàn hoạt động từ năm 1989
- Nga - 550 [4]
- Syria - 60
- Turkmenistan - 40 [5]
- Uzbekistan
- Ukraina

### Bên sử dụng trước kia

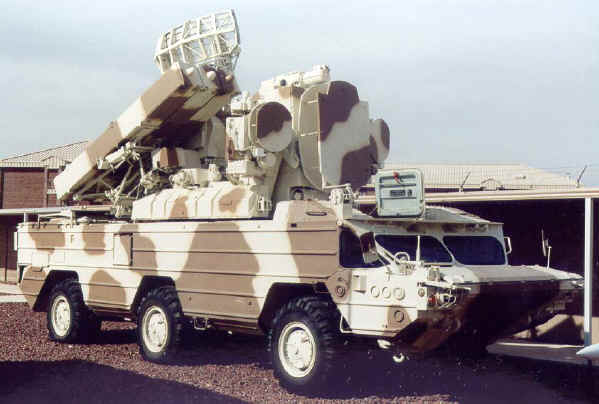
9K33M3 nhìn từ góc khác

- Tiệp Khắc - một trung đoàn đã được chuyển cho Cộng hoà Séc
- Cộng hòa Séc - Hết hạn năm 2006
- Đông Đức - được bán cho Hy Lạp sau khi nước Đức thống nhất
- Nam Tư - SA-N-4
- Liên Xô - Được chuyển giao cho các nước Cộng hoà kế tục
- Nam Tư - SA-N-4, được chuyển giao cho các nước Cộng hoà kế tục